# La vie parisienne (film 1977)
La Vie parisienne è un film del 1977 diretto da Christian-Jaque.